# Oreneta cua-rogenca oriental
L'oreneta cua-rogenca oriental (Cecropis daurica) és una espècie d'ocell de la família dels hirundínids (Hirundinidae). Es troba en zones obertes, sovint muntanyoses, amb clarianes i cultius al sud-est asiàtic fins al nord-est de l'Índia, Taiwan i fins al Japó. El seu estat de conservació es considera de risc mínim.
L'oreneta cua-rogenca europea (Cecropis rufula) i l'oreneta cua-rogenca africana (Cecropis melanocrissus) anteriorment es consideraven com a subespècies de Cecropis daurica.

## Taxonomia
L'oreneta cua-rogenca oriental va ser descrita formalment el 1769 pel clergue, explorador i científic natural finès-suec Erik Laxmann com Hirundo daurica, utilitzant un exemplar de la muntanya Schlangen, prop de Zmeinogorsk, Rússia. Ara es troba en el gènere Cecropis creat pel científic alemany Friedrich Boie el 1826. El nom de Cecropis prové del grec antic per a una dona d'Atenes. L'epítet específic daurica deriva de Dauria, una regió muntanyosa a l'est del llac Baikal a Rússia. El gènere alternatiu Hirundo és la paraula llatina per "oreneta".
El Congrés Ornitològic Internacional, en la seva llista mundial d'ocells (versió 14.2, 2024), promogué una reorganització taxonòmica important del gènere Cecropis. Com a part de la reordenació, el complex d'oreneta cuarogenca (Cecropis daurica - lato sensu)  es va dividir en l'oreneta cua-rogenca europea (Cecropis rufula), l'oreneta cua-rogenca oriental (Cecropis daurica - stricto sensu)  i l'oreneta cua-rogenca africana (Cecropis melanocrissus). A més, en aquesta darrera si aglutinà l'oreneta de l'Àfrica occidental (Cecropis domicella) i en la nova espècie oriental s'hi afegiren les quatre subespècies de l'oreneta estriada (Cecropia striolata), que desaparegué com a espècie. Els tàxons es van reordenar en funció principalment de les diferències de morfologia i de divergència genètica.

## Subespècies
Actualment es reconeixen vuit subespècies de l'oreneta cua-rogenca oriental:
- C. d. daurica (Laxmann, 1769). Nord-est del Kazakhstan i Mongòlia fins al sud de la Xina.
- C. d. japonica (Temminck et Schlegel, 1845), Sud-est de Sibèria, Corea, Japó i sud-est de la Xina.
- C. d. nipalensis (Hodgson, 1837). Himàlaia i nord de Myanmar.
- C. d. erythropygia (Sykes, 1832). Índia central.
- C. d. striolata (Schlegel, 1844). Taiwan, Filipines i illes de la Sonda.
- C. d. mayri (Hall, BP, 1953). Bangladesh, nord-est de l'Índia, nord de Myanmar i sud de la Xina
- C. d. stanfordi (Mayr, 1941). Est de Myanmar, nord de Tailàndia i Indoxina.
- C. d. vernayi (Kinnear, 1924). Sud de Myanmar i oest de Tailàndia.

Anteriorment també s'incloïen dins de C. daurica les següents subespècies:
- C. d. rufula (Temminck, 1835). Des d'Europa meridional i nord d'Àfrica, cap a l'est fins a l'Iran, Pakistan i nord-oest de l'Índia.
- C. d. emini (Reichenow, 1892). Sud del Sudan, Uganda, Kenya, Malawi i nord de Zàmbia.
- C. d. kumboensis (Bannerman, 1923). Sierra Leone i oest de Camerun.
- C. d. melanocrissus Rüppell, 1845. Etiòpia i Eritrea.

La subespècie C. d. hyperythra és ara considerada una altra espècie de ple dret: l'oreneta de Sri Lanka.
Algunes autoritats consideren que l'oreneta de l'Àfrica occidental (Cecropis domicella) és una subespècie de l'oreneta cua-rogenca oriental, tot i que avui dia el COI considera que es tracta, de fet, d'una subespècie de l'oreneta cua-rogenca africana.